# Герб Объединённых Арабских Эмиратов
На гербе Объединённых Арабских Эмиратов изображен жёлтый сокол — символ единовластия в стране, большую часть которой занимает пустыня. Хвостовое оперение символизирует семь эмиратов — семь перьев.

Бывший герб ОАЭ (1973—2008)

Если раньше соколиная охота была для жителей побережья способом пропитания, то сейчас она сохранилась в виде элитарного развлечения, доступного лишь наиболее обеспеченным людям. Сейчас в ОАЭ такая охота запрещена (ради сохранения поголовья пустынных животных), и любителям этого спорта приходится летать в другие пустынные страны, например, в Туркменистан. Кстати, в Дубае существует специальная больница для соколов с оборудованием для анестезии, сердечными стимуляторами и рентгеновскими аппаратами.
До 2008 г. на груди у сокола в красном круге (символ мужества и независимости в борьбе за свободу) по голубым морским волнам плавно скользила деревянная шхуна «доу». Именно на таких судах выходили в море арабские ныряльщики за жемчугом и воинственные пираты.
В настоящий момент вместо «доу» на груди сокола щит с цветами национального флага ОАЭ.